# Troca de entrelaçamento
Na mecânica quântica, a troca de entralaçamento ou troca de emaranhamento é um protocolo para transferir o emaranhamento quântico de um par de partículas para outro, mesmo que o segundo par de partículas nunca tenha interagido. Este processo pode ter aplicação em redes de comunicação quântica e na computação quântica.

## Conceito

Estados de entrelaçamento de fontes independentes podem se tornar-se entrelaçados por meio da análise de estado de Bell.

### Princípios básicos
A troca de entrelaçamento tem dois pares de partículas emaranhadas: (A, B) e (C, D). O par de partículas (A, B) é inicialmente entrelaçado, assim como o par (C, D). O par (B, C) retirado dos pares originais é projetado em um dos quatro estados de Bell possíveis, um processo chamado medição de estado de Bell. O par não medido de partículas (A, D) pode se tornar entrelaçado. Este efeito acontece sem qualquer interação direta prévia entre as partículas A e D.
A troca de entrelaçamento é uma forma de teletransporte quântico. No teletransporte quântico, o estado desconhecido de uma partícula pode ser enviado de um local para outro usando a combinação de um canal quântico e clássico. O estado desconhecido é projetado por Alice num estado de Bell e o resultado é comunicado a Bob através do canal clássico. Na troca de entrelaçamento, o estado de uma das duas fontes é o canal quântico de teletransporte e o estado da outra fonte é o desconhecido sendo enviado a Bob. :876

### Representação matemática
A expressão matemática para o processo de troca é:  :876
{\displaystyle \left|\psi \right\rangle _{AB}\otimes \left|\psi \right\rangle _{CD}\xrightarrow {{\text{BSM}}_{BC}} \left|\psi \right\rangle _{AD}}
Nesta expressão, {\displaystyle \left|\psi \right\rangle _{XY}} refere-se a um estado entrelaçado de um par de partículas ( X, Y ) enquanto BSM indica uma medição do estado de Bell. Um estado de Bell é um dos quatro estados específicos que representam duas partículas com entrelaçamento máximo; uma medição do estado de Bell projeta um estado quântico neste conjunto base. :813

## Aplicações potenciais

### Criptografia quântica
No campo da criptografia quântica, a troca de entrelaçamento ajuda a proteger melhor os canais de comunicação. Ao utilizar entrelaçamentos trocados entre pares de partículas, é possível gerar chaves de criptografia seguras que devem ser protegidas contra espionagem.

### Redes quânticas
A troca de entrelaçamento também serve como uma tecnologia central para o projeto de redes quânticas, onde muitos nós – como computadores quânticos ou pontos de comunicação – conectam-se por meio destas conexões especiais feitas por links emaranhados. Estas redes podem suportar a transferência segura de informações quânticas por rotas longas.

### Repetidores quânticos e comunicação de longa distância
A troca de entrelaçamento pode permitir a construção de repetidores quânticos para estender redes de comunicação quântica, permitindo que o entrelaçamento seja compartilhado por longas distâncias. A realização da troca de entrelaçamento em determinados pontos funciona como uma retransmissão de informações sem perdas.

## História
Bernard Yurke e David Stoler mostraram teoricamente em 1992 que o entrelaçamento não requer interação das partículas finais medidas.:876:786 Usando um estado de Greenberger–Horne–Zeilinger de três componentes, eles mostraram que o dispositivo de Mermin, um modelo de experiência mental projetado para explicar o entrelaçamento, era equivalente a um experiência EPR onde as partículas correlacionadas nunca haviam interagido diretamente.
O termo troca de entrelaçamento foi cunhado pelos físicos Marek Żukowski, Anton Zeilinger, Michael A. Horne e Artur K. Ekert no seu artigo de 1993. Eles refinaram o conceito para mostrar que é possível estender o entrelaçamento de um par de partículas para outro usando um método chamado medição do estado de Bell.
Em 1998, Jian-Wei Pan, trabalhando no grupo de Zeilinger, conduziu a primeira experiência sobre troca de entrelaçamento. Eles usaram fótons entrelaçados para demonstrar a transferência bem-sucedida de entrelaçamento entre pares que nunca interagiram. Experiências posteriores levaram isto adiante, fazendo-o funcionar em distâncias maiores e com estados quânticos mais complexos.[carece de fontes?]